# Krameria lanceolata
Krameria lanceolata là một loài thực vật có hoa trong họ Krameriaceae. Loài này được Torr. miêu tả khoa học đầu tiên năm 1827.